# Boughèra El Ouafi
Ahmed Boughèra El Ouafi (Sétif, 15 de outubro de 1898 – 18 de outubro de 1959) foi um atleta nascido na Argélia, que representou esportivamente a França na época em que o país era uma possessão francesa e venceu a maratona dos Jogos Olímpicos de Amsterdam em 1928.
Boughera nasceu perto da cidade argelina de A Ouled Djellal e na juventude passou a integrar o regimento do exército francês lá baseado. Um de seus oficiais superiores notou suas habilidades para o atletismo e decidiu enviá-lo para competições militares na França, onde obteve bons resultados e causou boa impressão, sendo selecionado para representar o país na maratona dos Jogos de Paris em 1924.
Em Paris, El Ouafi completou a maratona num honroso sétimo lugar, o que o credenciou para continuar treinando para os próximos Jogos, em Amsterdam, quatro anos depois.
Nos Jogos Olímpicos de 1928, El Ouafi disputou a maratona de maneira conservadora, correndo atrás dos líderes finlandeses e japoneses que ditavam o ritmo da prova até assumir sozinho a liderança com menos de 5 kms para a chegada e disparar para a vitória com 26 s de vantagem e 150 m de distância para o segundo colocado, o chileno Manuel Plaza-Reyes. Mero soldado raso de pouca instrução, o ingênuo El Ouafi não se apercebeu da grandiosidade histórica do que tinha realizado, sendo o primeiro atleta de um território africano colonizado a triunfar na mais dura e lendária prova dos Jogos Olímpicos.
Após a medalha de ouro, Boughèra fez uma turnê atlética pelos Estados Unidos colhendo os louros da fama, mas o dinheiro que arrecadou o desqualificou como atleta amador pelas regras do COI e ele abandonou o atletismo.

## Fim de vida
El Ouafi voltou para a Argélia e sumiu na obscuridade por quase trinta anos sem que o meio do atletismo contasse mais com sua presença nos eventos ou tivesse mais notícias dele. Em 1956, nos Jogos Olímpicos de Melbourne, na Austrália, outro argelino de nascimento representando a França, Alain Mimoun, venceu novamente a maratona. Jornalistas esportivos europeus resolveram então investigar o que havia acontecido com El Ouafi, o primeiro a conseguir esse feito décadas atrás. Depois de uma grande procura em Argel, ele foi localizado vivendo nas zonas mais promíscuas da própria Paris, na mais absoluta pobreza, quase um mendigo e entregue ao alcoolismo.
Uma campanha de ajuda financeira então foi feita em seu favor, presenteado com uma boa quantia em dinheiro de modo a poder recomeçar a vida, mas nada adiantou. Alcoólatra, ele continuou no vício e gastou todo o dinheiro.
Três dias após completar 61 anos, em 18 de outubro de 1959, numa época de grande conflagração entre a França e a Argélia revoltosa em luta por sua independência, ele foi assassinado numa briga de bar por membros do Frente de Libertação Nacional da Argélia, depois de ter se negado a participar de sua causa.

## Referência biblográfica
- Wallechinsky, David (2004). The Complete Book of the Summer Olympics, Toronto: Sport Classic Books. ISBN 1-894963-34-2